# 框架类库
框架类库（Framework Class Library，FCL）是微软.NET Framework的组成部分。是通用语言架构 (Common Language Infrastructure，CLI)首先要实现的。与通用语言运行库 (Common Language Runtime, CLR)实现了CLI的虛擬執行系統 (Virtual Execution System, VES)完全一样， FCL实现了CLI的基本标准库（Standard Libraries，CLI）。 作为CLI的一个基础类库实现，它是可重用的类、接口、值类型的汇集，还包括了CLI的基础类库 (Base Class Library，BCL)的实现。
随着微软移到.NET Core，CLI的基本类库实现，称作CoreFX，取代了框架类库。